# 马来西亚共产党
马来西亚共产党（英語：Malaysian Communist Party），简称马西共（MCP；PKMAL），是一个已不存在的马来西亚共产主义政党。该党由马来亚共产党（马列）（1970年2月15日自马来亚共产党分裂出来）和马来亚共产党革命派（1974年8月1日自马来亚共产党分裂出来）于1983年12月5日合并而成。张忠民和黄一江分別担任该党正副主席。该党和马来亚共产党一样，拥有武装力量，在马泰边境地区，同马来西亚政府和泰国政府对抗。
1987年3月13日，马来西亚共产党内的原“革命派”向泰国当局投降；同年4月28日，原“马列派”也向泰国当局投降，至此，马来西亚共产党瓦解。